# 唐休璟
唐休璟（627年—712年9月2日），名璿，字休璟，以字行，京兆郡始平县（今陕西省兴平市）人，唐朝与武周大臣和名将，爵位宋國公，諡號忠。历任武则天和唐中宗、唐殇帝、唐睿宗四代皇帝的宰相。

## 家世
唐休璟的曾祖唐規是北周骠骑大将军、安邑县公。唐休璟的祖父唐宗（唐世宗）是隋朝末年朔方（今陕西榆林）郡丞，梁师都举兵，杀害了不肯归降的唐宗。唐休璟的父亲唐諧是唐朝的咸陽县令。由於父親早逝，自幼成為孤兒。

## 經歷

### 初露頭角
唐休璟先後拜馬嘉運、賈公彥為師，學習《易》《禮》，年少就通过科举明经及第，唐高宗永徽年间，他成为唐高宗哥哥吴王李恪府上的典签，没有显示自己的才能，转任营州户曹。679年，單于大都護府的突厥部落在阿史那泥熟匐率领下背叛唐朝。他们煽动奚和契丹一起攻打营州。当时的营州都督周道務，派唐休璟率兵在独护山大破突厥。因此功，唐休璟转任豐州司马。

### 堅守豐州
阿史那泥熟匐被部下杀害后，突厥的叛乱依然没有平息。683年，突厥在阿史那骨咄禄的领导下复国，史称后突厥汗国，阿史那骨咄禄攻打蔚州，杀害刺史李思儉。豐州都督崔智辯在朝那山（今内蒙古包头）与骨咄禄交战，战败被俘。高宗皇帝与大臣讨论，主张放弃豐州(今內蒙古五原南)，将百姓迁至靈州、夏州。豐州司马唐休璟上书說：「豐州控河遏賊，實為襟帶，今若廢棄，則河傍之地復為賊有，靈夏等州人不安業，非國家之利也。」，丰州适宜农牧业，自秦汉以来是国家的重镇，放弃丰州，就如同隋末的情况一样，灵州、夏州就不会安稳了。朝廷同意了他的意见。

### 經營安西
唐高宗死后，他的太子李哲即位，就是唐中宗。但是实权掌握在太后武则天手中，684年二月，武则天废黜唐中宗，立中宗的弟弟李旦为唐睿宗，武则天临朝听政。唐睿宗垂拱年间，唐休璟任安西副都护，驻守碎叶城。
689年，在韦待价西征吐蕃失败後，韦待价被流放，安西都护閻溫古被杀。唐休璟收集余众坚守西州，被朝廷任命为西州都督。
690年，武则天使唐睿宗退位，自立为皇帝，以武周代替了唐朝。692年，唐休璟建议武则天收复安西四镇——龟兹、于阗、疏勒、碎叶。武则天命武威道總管王孝杰和左武衛大將軍阿史那忠節率军收复，於龜茲設置安西都護府。圣历年间（697—700），唐休璟升任衛尉卿、涼州都督、右肃政御史大夫，持节陇右诸军州大使。

### 拜帥登相
699年，吐蕃贊普赤都松贊和攝政的論欽陵兄弟發生內鬨，論欽陵兵敗被殺，兄弟論贊婆归降，赤都松贊親政後，700年秋，派吐蕃将军麴莽布支攻打凉州，围攻昌松县。唐休璟率军到洪源谷，临阵登高，见吐蕃军队衣甲鲜盛，对麾下说：“自从論欽陵（吐蕃执政者，多次大败唐军，699年被吐蕃赞普器弩悉弄逼迫自杀）死后，他兄弟論贊婆归降。麴莽布支成为新元帅，想要炫耀威武，所以吐蕃国中贵族子弟都跟着他。虽然人马看起来强盛，但不通军事，我为诸君取之。”唐休璟被甲先登，与吐蕃军六战六克，斩麴莽布支副将二人，斩首二千五百级。筑京观（骷髅台）还军。
701年九月，吐蕃派使臣論彌薩请和，武则天在西都长安麟德殿款待他，唐休璟也被邀请参加宴会。論彌薩多次盯着唐休璟看，武则天问他是什么缘故，他回答：“在洪源之战，这位将军雄猛无人可比，杀我们的将士甚众，所以想多看看他。」 武则天大加叹异，擢拜唐休璟为右武威右金吾二卫大将军 。唐休璟熟悉边防事务，东到碣石（今河北省秦皇岛）西到安西四镇，他知道所有的地理形势和防御体系。
703年，夏官尚書、检校凉州都督唐休璟被任命为同鳳閣鸞臺三品，成为宰相。当时，西突厥一部突騎施的首领烏質勒，与西突厥其他部落互相攻打，结果导致安西路绝。唐休璟与其他宰相讨论后，上奏事情的发展和将来时局的变化。十天后安西诸州的报告，正如唐休璟所描述的一样，武则天赞叹道：“我只后悔用卿太晚。”她又召来当时其他的在任宰相魏元忠、杨再思、李峤、姚元崇、李迥秀说：“唐休璟通晓边防之事，在这一点上，你们十个也抵不上他一个。武则天有任命唐休璟为太子李显（之前的唐中宗，698年从流放地召回立为太子，名字改为显)的右庶子。
704年三月初四，朝廷讨论官员不愿做地方官，唐休璟、李峤建议派中央官员兼职州县，并申请自己率先出镇。武则天得杨再思、韦嗣立等二十人以本官检校刺史，李唐二人没有派出。八月初一，知纳言韦安石上书检举男宠张易之和张昌宗的罪责，武则天命唐休璟调查。调查尚未结束。契丹叛乱，武则天以唐休璟为幽营都督 (总部在今北京市) 、安东都护府都护出击契丹。在唐休璟临行之前，密告李显：“二张幸蒙宠遇，数侍宴禁中，纵情失礼。非人臣之道，殿下应该惟加防察，早作准备。”
705年武则天退位，李显复位，召回唐休璟，加封輔國大將軍、同中書門下三品，封酒泉郡公，不久升任尚書省左僕射，仍然同中書門下三品。他自己还在东都洛阳时，让唐休璟留守首都长安，再封唐休璟为宋国公。
唐休璟在706年致仕，但他不想早早引退。当时，尚宫贺娄氏干预国政，唐休璟为其子娶贺娄氏养女为妻， 708年起复为太子少师（当时并无太子，太子少师只是荣誉官职）。这年，朔方道大总管张仁愿在河套平原的黄河北岸修築受降三城以控制突厥，唐休璟反对，以为两汉以来都是以黄河阻挡胡人，在草原筑城，最后还是会落入突厥之手。但三城还是被筑成，有效地控制了突厥人。709年冬，他又被任命为同中书门下三品，很多人批评他不能保持晚节（当时他已经八十三岁），但是他将数千匹绢分散亲族，又以数十万家财大开茔域(墓穴)，备礼安葬五服之亲，为人称道。这位伟大的将军做宰相却很平庸。710年春正月廿九，唐中宗在梨园球场召集后妃和大臣游乐，玩蹴鞠和拔河。唐休璟和韦巨源都非常老了，拔河时摔倒在地上半天起不来，皇帝、皇后、妃嫔、公主看到后，大笑。

### 四朝為相
710年夏六月初二，唐中宗暴崩（传统史书认为是韦后和安乐公主李裹儿下毒害死的）。中宗的庶子温王李重茂即位为唐殇帝，韦后作为皇太后执政。 六月二十，韦后和安乐公主在唐中宗妹妹太平公主和侄子临淄王李隆基 (唐睿宗相王李旦的儿子)领导的政变中被杀。唐殇帝被废，睿宗李旦复位。唐休璟又拜特进，充朔方道行军大总管，防备突厥，停其旧封，别赐实封一百户。711年，上表请致仕。唐睿宗允许。禄及一品子课并令全给。延和元年七月十五日（712年9月2日）病逝于长安怀真里府第，时年八十六，赠荆州大都督，谥号忠。

## 子孙
夫人太原王氏。
- 嗣子：唐先昚，陈州刺史
- 次子：唐先择，左千牛中郎将

## 延伸阅读
[在维基数据编辑]
 《舊唐書/卷93》，出自刘昫《舊唐書》
 《新唐書·卷111》，出自《新唐書》